# U.S. Route 69
U.S. Route 69 (ou U.S. Highway 69) é uma autoestrada dos Estados Unidos.
Faz a ligação do Sul para o Norte. A U.S. Route 69 foi construída em 1926 e tem 1 136 milhas (1 667,2 km).

## Principais ligações
Autoestrada 30 em Greenville

 Autoestrada 35 perto de Kansas City

 Autoestrada 80 em Des Moines